# Galaxy Records
Galaxy Records ist ein US-amerikanisches Jazz- und Blues-Label.

## Geschichte des Plattenlabels
Das Schallplattenlabel Galaxy Records wurde 1951 als Sublabel von Fantasy Records gegründet. Es wurde verschiedene Male reaktiviert; nachdem es zuerst ein Jazzlabel war, wurde es 1961 als Gospel und Rhythm and Blues Label geführt. Als Jazzlabel gelangte es zuletzt von 1978 bis in die mittleren 1980er Jahre zu Ansehen, als dort vor allem Aufnahmen Tommy Flanagan und Art Pepper erschienen. Galaxy veröffentlichte in dieser Zeit auch Alben von Nat Adderley, Chet Baker, Ron Carter, Stanley Cowell, Red Garland, Johnny Griffin, Roy Haynes, Hank Jones, Philly Joe Jones, Shelly Manne, Ira Sullivan und Cal Tjader.